# 古今亭圓菊 (2代目)
二代目 古今亭 圓菊（ここんてい えんぎく、1928年4月29日 - 2012年10月13日）は、静岡県出身の落語家。出囃子は『武蔵名物』。紋は『裏梅』。本名∶藤原 淑。長男は同じく落語家の三代目古今亭圓菊。
昭和を代表する落語家・五代目古今亭志ん生の弟子として、志ん生から多くのネタを継承。体をよじる、ボクシングのファイティングポーズのようなコミカルな仕草と、独特な「圓菊節」とも言われる口調で人気を集め、「寄席の爆笑王」の名を恣にした落語家である。また、手話落語を創案。刑務所篤志面接などのボランティア活動も続けていた。

## 経歴
静岡県志太郡伊久身村（現：島田市）に生まれる。生家はしいたけ農家。静岡県立島田商業高等学校を卒業し、一時三菱重工に就職。落語は入門前に、人形町末廣で一度聴いただけだった。
1953年7月、十返舎亀造の紹介により五代目古今亭志ん生に入門し、「古今亭生次」を名乗る。1957年3月に二ツ目昇進、「六代目むかし家今松」となる。1966年9月に真打昇進、「二代目古今亭圓菊」を襲名。
1979年、落語協会理事に就任。1984年、刑務所篤志面接委員に着任。1996年、刑務所篤志面接理事に就任。2008年に転倒した際に脳挫傷となり入院、療養した。2009年に一門会で復帰したが、その回の「厩火事」が最後の高座となった。2011年の一門会では挨拶のみ出演した。2010年に落語協会相談役に就任。
2012年10月13日9時、多臓器不全のため、東京都北区の病院で死去した。84歳没。最後の直弟子であった古今亭文菊の真打昇進披露興行が行われている最中の死去となった。戒名は「淑徳院圓菊日輪居士」。葬儀委員長は花井伸夫。葬儀に寄せられた芳志は、故人の遺志により読売光と愛の事業団に寄贈された。

## 芸歴
- 1953年7月 - 五代目古今亭志ん生に入門、前座名「生次」。
- 1957年 - 二ツ目昇進、「六代目むかし家今松」と改名。
- 1966年 - 真打昇進、「二代目古今亭圓菊」を襲名。
- 2012年 - 死去。

## 役職
- 1979年∶落語協会理事に就任。
- 2010年∶落語協会相談役に就任。

## 人物
息子は同じく落語家の三代目古今亭圓菊。
前述のとおり、この名跡の初代は圓菊の師匠志ん生だった。しかし圓菊は「師匠は三遊亭で名乗ったから、俺が初代だ！」と周りにふれこんでいた。三代目古今亭志ん朝亡き後は、古今亭一門の総帥となった。
七代目立川談志とは、談志が落語協会を脱会して以降も親しく友人付き合いをしており、談志は圓菊のことを「淑ちゃん」と呼ぶほどであった。しかし、出囃子が同じだった十代目桂文治とは犬猿の仲とされ、同席するとトラブルが多かったという。
演芸カメラマンの橘蓮二は、1995年に許可を得て鈴本演芸場の楽屋に入って緊張していた初日に、圓菊に優しく声をかけられ芸人に紹介してもらい、写真を撮影しやすくなった。橘は、鈴本演芸場の鈴木寧席亭（6代目）と共に圓菊を恩人として深く感謝している。
浅草演芸ホールの11月上席で毎年「二代目古今亭圓菊追善興行」が行われている。一門弟子志ん彌、菊丸、菊春、三代目圓菊、菊之丞、文菊の他内輪色物のぺぺ桜井、マギー隆司、親交が深かった十一代目金原亭馬生、十代目鈴々舎馬風、九代目桂文楽、桂文生らが出演している。2021年の興行は息子の古今亭菊生が三代目古今亭圓菊を襲名したためその披露興行と併せて行われた。また、毎年12月29日の浅草演芸ホールの年末特別興行に「圓菊一門会」が恒例となっており、一門の弟子・孫弟子・色物が総出演する。

## 主な受賞歴
- 1981年 - 厚生大臣賞
- 1982年 - 法務大臣賞
- 1991年 - 東京都功労賞

## 出演番組
- 真夜中ギンギラ大放送 ウィークエンドジャズ（ラジオ関西）

## 著書
- 『笑うが勝ち 相変わらず気楽なことを申し上げます』（1984年、展転社）
- 『どの花みてもきれいだな 円菊のボランティア一笑懸命』（1987年、中央法規出版）
- 『背中の志ん生 師匠と歩いた二十年』（2001年、うなぎ書房）

## CD・DVD

### CD
- えんぎく・ぎんざ・らいぶ 1 （2004年、テイチク）

1.『妾馬』 2.『粗忽の釘』
- えんぎく・ぎんざ・らいぶ 2（2005年、テイチク）

1.『唐茄子屋政談』 2.『饅頭こわい』
- えんぎく・ぎんざ・らいぶ 3（2007年、テイチク）

1.『火焔太鼓』 2.『幾代餅』
- えんぎく・ぎんざ・らいぶ 4（2008年、テイチク）

1.『蒟蒻問答』 2.『目黒のさんま』
- 「なごやか寄席」シリーズ 二代目 古今亭圓菊 1（2010年、ユニバーサルインターナショナル）

1.『幾代餅』 2.『まんじゅうこわい』 3.『鮑のし』
- 「なごやか寄席」シリーズ 二代目 古今亭圓菊 2（2010年、ユニバーサルインターナショナル）

1.『黄金餅』 2.『錦の袈裟』
- 「なごやか寄席」シリーズ 二代目 古今亭圓菊 3（2011年、ユニバーサルインターナショナル）

1.『井戸の茶碗』 2.『明烏』
- 古今亭圓菊落語選（2011年、日本コロムビア）

DISC-1： 1.『唐茄子屋政談』 2.『たらちね』
DISC-2： 1.『お若伊之助』 2.『錦の袈裟』
DISC-3： 1.『小言幸兵衛』 2.『明烏』
DISC-4： 1.『風呂敷』 2.『子別れ』
DISC-5： 1.『幾代餅』 2.『火焔太鼓』
BOX特典盤： 1.『鮑のし』 2.古今亭圓菊一門ご紹介

### DVD
- 「日本の話芸」特撰集 -ことば一筋、話芸の名手たちの競演会- 落語編 一（2006年、アミューズソフトエンタテインメント）

1.春風亭小柳枝『八五郎出世』 2.古今亭圓菊『富久』 3.入船亭扇橋『文七元結』 4.三遊亭圓窓『帯久』
- 落語の極 〜平成名人10人衆〜 古今亭圓菊（2009年、ポニーキャニオン）

1.『井戸の茶碗』 2.『唐茄子屋政談』

## 一門弟子

### 落語家
- 古今亭菊龍
- 古今亭志ん彌
- 古今亭菊丸
- 古今亭菊春
- 古今亭菊千代
- 古今亭菊寿
- 古今亭菊輔
- 三代目古今亭圓菊 - 圓菊の長男
- 古今亭菊之丞
- 古今亭菊志ん
- 古今亭菊太楼
- 古今亭文菊

真打昇進順による。なお、入門順にすると1.菊龍、2.志ん彌、3.菊春、4.菊丸、5.菊寿、6.菊輔、7.菊千代、（駿菊）、8.三代目圓菊、9.菊之丞、10.菊志ん、11.菊太楼、12.文菊となる。

### 退会
- 古今亭駿菊 - 落語協会脱退、フリー

### 色物
- ぺぺ桜井（ギター漫談）
- マギー隆司（奇術）

### 系図
| 二代目古今亭圓菊† | 二代目古今亭圓菊† | 二代目古今亭圓菊† | 二代目古今亭圓菊† | 二代目古今亭圓菊† | 二代目古今亭圓菊† |  |  | 古今亭菊龍       | 古今亭菊龍   | 古今亭菊龍   | 古今亭菊龍   | 古今亭菊龍   | 古今亭菊龍   |  |  |            |            |            |            |            |            |
| 二代目古今亭圓菊† | 二代目古今亭圓菊† | 二代目古今亭圓菊† | 二代目古今亭圓菊† | 二代目古今亭圓菊† | 二代目古今亭圓菊† |  |  | 古今亭菊龍       | 古今亭菊龍   | 古今亭菊龍   | 古今亭菊龍   | 古今亭菊龍   | 古今亭菊龍   |  |  |            |            |            |            |            |            |
|                   |                   |                   |                   |                   |                   |  |  | 古今亭志ん彌     |              |              |              |              |              |  |  |            |            |            |            |            |            |
|                   |                   |                   |                   |                   |                   |  |  |                  |              |              |              |              |              |  |  |            |            |            |            |            |            |
|                   |                   |                   |                   |                   |                   |  |  | 古今亭菊丸       |              |              |              |              |              |  |  |            |            |            |            |            |            |
|                   |                   |                   |                   |                   |                   |  |  |                  |              |              |              |              |              |  |  |            |            |            |            |            |            |
|                   |                   |                   |                   |                   |                   |  |  | 古今亭菊春       |              |              |              |              |              |  |  |            |            |            |            |            |            |
|                   |                   |                   |                   |                   |                   |  |  |                  |              |              |              |              |              |  |  |            |            |            |            |            |            |
|                   |                   |                   |                   |                   |                   |  |  | 古今亭菊千代     | 古今亭菊千代 | 古今亭菊千代 | 古今亭菊千代 | 古今亭菊千代 | 古今亭菊千代 |  |  | 古今亭駒子 | 古今亭駒子 | 古今亭駒子 | 古今亭駒子 | 古今亭駒子 | 古今亭駒子 |
|                   |                   |                   |                   |                   |                   |  |  | 古今亭菊千代     | 古今亭菊千代 | 古今亭菊千代 | 古今亭菊千代 | 古今亭菊千代 | 古今亭菊千代 |  |  | 古今亭駒子 | 古今亭駒子 | 古今亭駒子 | 古今亭駒子 | 古今亭駒子 | 古今亭駒子 |
|                   |                   |                   |                   |                   |                   |  |  | 古今亭菊寿       |              |              |              |              |              |  |  |            |            |            |            |            |            |
|                   |                   |                   |                   |                   |                   |  |  |                  |              |              |              |              |              |  |  |            |            |            |            |            |            |
|                   |                   |                   |                   |                   |                   |  |  | 古今亭菊輔       |              |              |              |              |              |  |  |            |            |            |            |            |            |
|                   |                   |                   |                   |                   |                   |  |  |                  |              |              |              |              |              |  |  |            |            |            |            |            |            |
|                   |                   |                   |                   |                   |                   |  |  | 三代目古今亭圓菊 |              |              |              |              |              |  |  |            |            |            |            |            |            |
|                   |                   |                   |                   |                   |                   |  |  |                  |              |              |              |              |              |  |  |            |            |            |            |            |            |
|                   |                   |                   |                   |                   |                   |  |  | 古今亭菊之丞     | 古今亭菊之丞 | 古今亭菊之丞 | 古今亭菊之丞 | 古今亭菊之丞 | 古今亭菊之丞 |  |  | 古今亭雛菊 | 古今亭雛菊 | 古今亭雛菊 | 古今亭雛菊 | 古今亭雛菊 | 古今亭雛菊 |
|                   |                   |                   |                   |                   |                   |  |  | 古今亭菊之丞     | 古今亭菊之丞 | 古今亭菊之丞 | 古今亭菊之丞 | 古今亭菊之丞 | 古今亭菊之丞 |  |  | 古今亭雛菊 | 古今亭雛菊 | 古今亭雛菊 | 古今亭雛菊 | 古今亭雛菊 | 古今亭雛菊 |
|                   |                   |                   |                   |                   |                   |  |  | 古今亭菊志ん     |              |              |              |              |              |  |  |            |            |            |            |            |            |
|                   |                   |                   |                   |                   |                   |  |  |                  |              |              |              |              |              |  |  |            |            |            |            |            |            |
|                   |                   |                   |                   |                   |                   |  |  | 古今亭菊太楼     | 古今亭菊太楼 | 古今亭菊太楼 | 古今亭菊太楼 | 古今亭菊太楼 | 古今亭菊太楼 |  |  | 古今亭菊一 | 古今亭菊一 | 古今亭菊一 | 古今亭菊一 | 古今亭菊一 | 古今亭菊一 |
|                   |                   |                   |                   |                   |                   |  |  | 古今亭菊太楼     | 古今亭菊太楼 | 古今亭菊太楼 | 古今亭菊太楼 | 古今亭菊太楼 | 古今亭菊太楼 |  |  | 古今亭菊一 | 古今亭菊一 | 古今亭菊一 | 古今亭菊一 | 古今亭菊一 | 古今亭菊一 |
|                   |                   |                   |                   |                   |                   |  |  | 古今亭文菊       |              |              |              |              |              |  |  |            |            |            |            |            |            |
|                   |                   |                   |                   |                   |                   |  |  |                  |              |              |              |              |              |  |  |            |            |            |            |            |            |
|                   |                   |                   |                   |                   |                   |  |  | ぺぺ桜井         |              |              |              |              |              |  |  |            |            |            |            |            |            |
|                   |                   |                   |                   |                   |                   |  |  |                  |              |              |              |              |              |  |  |            |            |            |            |            |            |
|                   |                   |                   |                   |                   |                   |  |  | マギー隆司       |              |              |              |              |              |  |  |            |            |            |            |            |            |
|                   |                   |                   |                   |                   |                   |  |  |                  |              |              |              |              |              |  |  |            |            |            |            |            |            |

### 弟子入り
- 1973年 - 古今亭菊次が入門。
- 1974年 - 古今亭菊弥が入門。
- 1975年
  - 古今亭菊松が入門。
  - 古今亭菊助が入門。
- 1976年 - 古今亭菊八が入門。
- 1977年 - 菊八が楽屋入り。
- 1978年
  - 菊次が二ツ目昇進、「古今亭菊龍」と改名。
  - 菊弥が二ツ目昇進。
- 1979年 - 古今亭菊坊が入門。
- 1980年
  - 菊助が二ツ目昇進、「菊之助」と改名。
  - 菊松が二ツ目昇進。
- 1981年 - 菊八が二ツ目昇進、「菊枝」と改名。
- 1983年 - 菊坊が二ツ目昇進、「菊正」と改名。
- 1984年 - 古今亭菊乃が入門。
- 1987年 - 古今亭菊龍、菊弥改メ古今亭志ん彌が真打昇進。
- 1988年
  - 菊乃、二ツ目昇進。
  - 古今亭菊ぼうが入門。
- 1989年 - 長男浩司が古今亭菊司として入門。
- 1990年
  - 菊之助が真打昇進、「古今亭菊丸」と改名。
  - ギター漫談家のぺぺ桜井が一門に加わる。
- 1991年 - 古今亭菊之丞が入門。
- 1992年
  - 菊松が真打昇進、「古今亭菊春」と改名。
  - 菊ぼうが二ツ目昇進、「菊若」と改名。
  - 菊司が二ツ目昇進、「菊翔」と改名。
- 1993年
  - 菊乃が真打昇進、「古今亭菊千代」と改名。
  - 菊枝が真打昇進、「古今亭菊寿」と改名。
- 1994年
  - 菊之丞が二ツ目昇進。
  - 古今亭菊朗が入門。
- 1995年
  - 菊正が真打昇進 - 「古今亭菊輔」と改名。
  - 古今亭菊一が入門。
- 1998年 - 菊朗が二ツ目昇進。
- 1999年 - 菊一が二ツ目昇進、「菊可」と改名。
- 2001年 - 菊若が真打昇進、「古今亭駿菊」と改名。
- 2002年
  - 菊翔が真打昇進、「古今亭菊生」と改名。
  - 古今亭菊六が入門、翌年楽屋入り。
  - マジシャンのマギー隆司が一門に加わる。
- 2003年
  - 古今亭菊之丞が真打昇進。
  - 菊千代門下に古今亭ちよりんが入門。初の孫弟子となる。
- 2006年 - 菊六が二ツ目昇進。
- 2007年
  - 菊朗が真打昇進、「古今亭菊志ん」と改名。
  - ちよりんが二ツ目昇進。
- 2008年 - 菊可が真打昇進、「古今亭菊太楼」と改名。
- 2012年
  - 菊六が抜擢で真打昇進、「古今亭文菊」となる。
  - 二代目古今亭圓菊死去。
- 2015年 - 駿菊、落語協会を退会。
- 2017年
  - 菊之丞門下に古今亭まめ菊が入門。
  - 菊太楼門下に古今亭菊一が入門。
- 2018年
  - まめ菊が楽屋入り。
  - ちよりんが真打昇進（孫弟子初の真打昇進）、「古今亭駒子」と改名。
- 2019年 - 菊一が楽屋入り。
- 2021年 - 菊生が「三代目古今亭圓菊」を襲名。
- 2022年 - まめ菊が二ツ目昇進、「雛菊」と改名。
- 2023年 - 菊一が二ツ目昇進、「菊正」と改名。

### 廃業
- 古今亭菊童
- 古今亭菊太郎

## 関連作品
- NHK総合テレビジョン『いだてん〜東京オリムピック噺〜』（演：荒川良々） - 「今松」として登場